# 1527
Năm 1527 (số La Mã: MDXXVII) là một năm thường bắt đầu vào thứ Ba (liên kết sẽ hiển thị đầy đủ lịch) trong lịch Julius.

## Sự kiện

### Tháng 6
- Ngày 15: Mạc Đăng Dung phế bỏ Lê Cung Hoàng lên ngôi vua, lấy niên hiệu Minh Đức lập ra nhà Mạc.
- Ngày 15: Triều đại nhà Lê chấm dứt giai đoạn Lê Sơ sau đúng 100 năm tồn tại.

## Sinh
- 17 tháng 2 - Charles của Guise, hồng y người Pháp (mất 1574)
- 21 tháng 3 - Hermann Finck, nhà soạn nhạc và nhà lý luận âm nhạc Đức (mất 1558)
- 14 tháng 4 - Abraham Ortelius, người vẽ bản đồ và địa lý (mất 1598)
- 13 tháng 7 - John Dee, nhà toán học người Anh, nhà thiên văn học, và địa lý (mất 1608)
- 31 tháng 7 - Maximilian II, Hoàng đế La Mã Thần thánh (mất 1576)
- 21 tháng 10 - Louis I, Đức Hồng y Guise, hồng y người Pháp (mất 1578)
- Ngày chưa biết:
  - Giuseppe Arcimboldo, nghệ sĩ người Ý (mất 1593)
  - Luis Ponce de León, nhà thơ Tây Ban Nha (mất 1591)
  - Sakuma Nobumori, người Nhật Bản (mất 1581)
  - Annibale Padovano, nhà soạn nhạc Ý (mất 1575)